# Soyatlán del Oro
Soyatlán del Oro es una localidad del estado mexicano de Jalisco. Es parte del municipio de Atengo.

## Toponimia
El nombre «Soyatlán» proviene de los términos en náhuatl: tzoyatl, soyate; tlan, lugar de abundancia. Su significado es «lugar donde abunda el soyate».

## Demografía
| Gráfica de evolución demográfica |
|                                  |

| Censo | Población |
| ----- | --------- |
| 1930  | 1 194     |
| 1940  | 896       |
| 1950  | 1 120     |
| 1960  | 1 423     |
| 1970  | 1 457     |
| 1980  | 1 558     |
| 1990  | 1 729     |
| 2000  | 2 037     |
| 2010  | 2 181     |
| 2020  | 2 386     |